# フェド

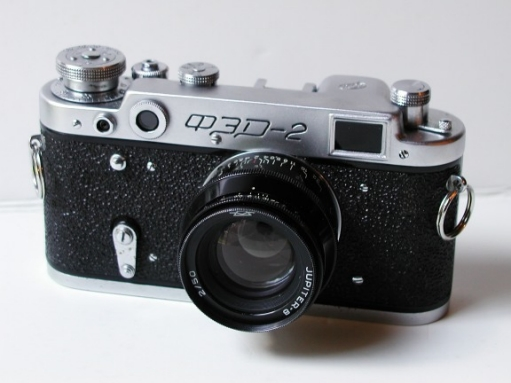
FED-2

フェド（FED 、原語発音ではフェト）は、ソ連のかつて存在したレンジファインダーカメラブランド。FED工場（フェリックス・ジェルジンスキー記念工場）にて製造された。
児童福祉基金捻出のためカメラの製造を始めたのが始まりとされる。普及品を製造。

## レンズ交換式レンジファインダーカメラ
135フィルムを使用し24×36mm（ライカ）判。ライカLマウント採用のコピーライカ。初期の製品はライカと酷似しているため、これをベースにフェイクライカが作られている。第二次世界大戦戦後すぐまでの製品はフランジバック統一前のライカをコピーしてしまったためにLマウントとはフランジバックが違っていて、これを一般的にFEDマウントと呼ぶ。
全機種回転式シャッターダイヤルである。

### カメラボディー
- FED - ライカI(A)のコピー機種。後の機種と区別するため"Original" FEDと呼ばれる。1932年から1933年にかけて約30台作られた。商品コードではFOFERに相当する、エルンスト・ライツ純正距離計のコピーが付属していた。付属レンズはエルマー型50mmF3.5 ВООМПで、1933年から1934年にかけて作られたバルナックコピー機VOOMPの付属レンズと同じである。
- FED - ライカIIのコピー機種。後の機種と区別するためFED-1と呼ばれることもある。外観から内部構造に至るまでコピーされているが、距離計カムやシャッター機構は簡略化されている。セルフタイマーやフラッシュシンクロ機構は備わっていない。第二次世界大戦を挟んで長期にわたって製造されたため多数のバリエーションが存在し、戦前型と戦後型ではレンズマウントのフランジバックも変化している。シャッター速度は戦前型1/25-1/500秒、戦後型1/30-1/500秒。
- FED-S - FEDに1/1000秒シャッターを追加した機種。第二次世界大戦前、戦時中に少数のみ作られた。
- FED-V - FEDに低速シャッターを搭載した機種。第二次世界大戦前、戦時中に少数のみ作られた。
- FED-Siberia - FEDのフィルム巻き戻しとシャッタースピードのノブを大きく太くし、レリーズボタンのカバー部分を高くした機種。分厚い手袋をしていても扱えるようにとの工夫。1940年頃に作られた。なお、同名のフェイクFEDも存在する。
- FED-2 - 戦後型FEDの外観を一新した機種で、ファインダーは視度補正機構付の一眼式となりフラッシュシンクロも付き、フィルム交換時には底板とともに裏蓋が外れるようになった。距離計の基線長も長くなったが、後期生産分は生産高効率化によりFED-3のファインダーブロックを流用したため再び短くなった。シャッター速度は1/25-1/500秒または1/30-1/500秒。
- FED-3 - FED-2に低速シャッターが追加されている機種である。生産の簡便化を図るために段差を無くすなど何回も外観が変更され、基線長の長さもFED-2よりかなり短くなっている。シャッター速度は1-1/500秒。
- FED-4 - FED-3に外光式セレン露出計と低速シャッターを搭載し、フィルム巻上げがノブ式からレバー式へと変更された。
- FED-5 - 現行モデルで巻き戻しクランク、ホットシューを搭載、外光式セレン式露出計を搭載したa型、外光式セレン露出計を省略したb型、ファインダーを大きくしブライトフレームを付けたc型がある。
- ザリヤ（Zarya ） - ソ連国内向け普及型モデル。FED-2をベースに作られた、距離計省略の目測専用機。

### FEDマウントレンズ
戦前型FED専用レンズ。FED工場でのみ作られた。いずれもレンズコーティングはない。
- FED28mmF4.5
- FED50mmF3.5 - エルマーコピーの沈胴式鏡筒の標準レンズ。しかしレンズの構造はテッサーコピーであり、絞りの位置は一般的なテッサーと同じになっている。
- FED50mmF3.5マクロ
- FED50mmF2 - FED-Sのために用意された沈胴式の大口径標準レンズで少数しか作られなかった。
- FED100mmF6.3 - 小型の望遠レンズ。やはり少数しか作られなかった。

### Lマウントレンズ
ライカマウントレンズの一覧を参照のこと。

## コンパクトカメラ
- FED10 - 距離計連動式レンズシャッターカメラ。マニュアル露出で非連動セレン露出計を装備。レンズはインダスター61、シャッター速度はB、1-1/250秒。
- FEDアトラス（FED Atras ） - FED10をベースに作られた、ビハインドシャッター方式によるレンズ交換式レンズシャッターカメラだが、交換レンズは発売されなかった。距離計連動式でマニュアル露出。セレン露出計を装備（非連動）、レンズはインダスター6152mmF2.8でシャッター速度はB、1-1/250秒。
- FED50 - プログラムEE専用の目測式コンパクトカメラ。レンズはインダスター8138mmF2.8、露出計はリングセレン方式。
- FEDミクロン（FED Mikron ） - プログラムEE専用の135フィルム24×18mm判コンパクトカメラ。リングセレンによる露出計を装備、レンズはゲリオス8930mm F1.9。コニカアイのコピーといわれている。途中マイナーチェンジによってより角ばったデザインになった。FEDのハーフサイズカメラはこのミクロンだけである。
- FEDミクロン2（Mikron2 ） - コニカC35のデッドコピーといわれている。事実上FED50の後継機種で露出計はCdSトップアイ方式、レンズはインダスター8138mmF2.8。